# Liste der Sektionen des Deutschen Alpenvereins
Die Liste der Sektionen des Deutschen Alpenvereins führt alle 355 Sektionen (Stand: 31. Dezember 2023) mit 1.520.381 Mitgliedern (Stand: 31. Dezember 2023) des Deutschen Alpenvereins auf.
Die Tabelle ist durch Klick auf die jeweilige Spaltenüberschrift sortierbar.
Die Mitgliederzahlen beziehen sich auf den Stand vom 31. Dezember 2024, die Zahlen stammen vom Deutschen Alpenverein.

## Anzahl der Sektionen pro Bundesland
Es gibt (Stand: 31. Dezember 2023) 355 Sektionen.
| Anzahl der Sektionen pro Bundesland | Anzahl der Sektionen pro Bundesland |
| Bundesland                          | Sektionen                           |
| ----------------------------------- | ----------------------------------- |
| Baden-Württemberg                   | 052                                 |
| Bayern                              | 179                                 |
| Berlin                              | 004                                 |
| Brandenburg                         | 007                                 |
| Bremen                              | 001                                 |
| Hamburg                             | 001                                 |
| Hessen                              | 014                                 |
| Mecklenburg-Vorpommern              | 002                                 |
| Niedersachsen                       | 012                                 |
| Nordrhein-Westfalen                 | 034                                 |
| Rheinland-Pfalz                     | 013                                 |
| Saarland                            | 003                                 |
| Sachsen-Anhalt                      | 005                                 |
| Sachsen                             | 010                                 |
| Schleswig-Holstein                  | 003                                 |
| Thüringen                           | 015                                 |
| Deutscher Alpenverein               | 355                                 |

## Liste der Sektionen des Deutschen Alpenvereins
| 0000Liste der Sektionen des Deutschen Alpenvereins0000 | 0000Liste der Sektionen des Deutschen Alpenvereins0000 | 0000Liste der Sektionen des Deutschen Alpenvereins0000 | 0000Liste der Sektionen des Deutschen Alpenvereins0000 | 0000Liste der Sektionen des Deutschen Alpenvereins0000 | 0000Liste der Sektionen des Deutschen Alpenvereins0000 | 0000Liste der Sektionen des Deutschen Alpenvereins0000 | 0000Liste der Sektionen des Deutschen Alpenvereins0000 |
| Sektion                                                | Nr. 1                                                  | Mitgliederzahl 2                                       | Gründungsjahr 3 | Ort 5                                                  | BL. 6                                                  | Hütten Wanderwege 7 | Sportanlagen 8 |
| ------------------------------------------------------ | ------------------------------------------------------ | ------------------------------------------------------ | --- | ------------------------------------------------------ | ------------------------------------------------------ | --- | --- |
| Sektion München                                        | 181                                                    | 180.667                                                | 9. Mai 1869 (Gründungssektion des DAV) | München                                                | BY                                                     | - Albert-Link-Hütte - Heinrich-Schwaiger-Haus - Höllentalangerhütte - Knorrhütte - Münchner Haus - Reintalangerhütte - Schönfeldhütte - Taschachhaus - Taubensteinhaus - Watzmannhaus Selbstversorgerhütten - Alplhaus - DAV-Haus Spitzingsee - Dr.-Erich-Berger-Hütte - Gumpertsbergerhütte - Haus Hammer - Hütte Hammer - Jubiläumsgrathütte (Biwakschachtel) - Kampenwandhütte - Probstalm - Rieplalmhütte - Sonnleitnerhütte - Trögelhütte - Waxensteinhütte - Winklmooshütte | - Beteiligung am DAV Kletter- und Boulderzentrum München-Süd - DAV Kletterzentrum Gilching |
| Sektion Oberland                                       | 198                                                    | 180.667                                                | 13. Jan. 1899 (Ging aus der Sektion Mittenwald hervor) | München                                                | BY                                                     | Bewirtschaftete Hütten - Falkenhütte - Johannishütte - Lamsenjochhütte - Oberlandhütte - Stüdlhütte Selbstversorgerhütten - Aste Reitbichl - Bayerische Wildalm - Blankensteinhütte - Gründhütte - Haunleiten - Reitbichlhütte - Siglhütte - Winkelalm - Winklmoosalm (Außer Betrieb / Geschlossen) - Riesenhütte - Vorderkaiserfeldenhütte - Kloaschaualm | - Beteiligung am DAV Kletter- und Boulderzentrum München-Süd |
| Sektion Schwaben                                       | 236                                                    | 041.872                                                | 28. Okt. 1869 (Gründungssektion des DAV) | Stuttgart                                              | BW                                                     | - Gedächtnishütte - Hallerangerhaus - Harpprechthaus - Jamtalhütte - Schwabenhaus - Schwarzwasserhütte - Stuttgarter Hütte - Sudetendeutsche Hütte - Werkmannhaus | - Alpinzentrum Stuttgart - DAV Boulder- und Kletterzentrum Stuttgart - DAV Boulder- und Kletterzentrum Schwaben - Rockerei |
| Sektion Stuttgart                                      | 255                                                    | 031.820                                                | 13. Dez. 1904 | Stuttgart                                              | BW                                                     | - Edelweißhaus - Mahdtalhaus - Simmshütte - Stuttgarter Albhaus - Württemberger Haus | - DAV Kletterzentrum auf der Waldau |
| Sektion Berlin                                         | 037                                                    | 028.192                                                | 3. Nov. 1869 | Berlin                                                 | BE                                                     | Ötztaler Alpen - Brandenburger Haus - Hochjoch-Hospiz - Martin-Busch-Hütte Zillertaler Alpen - Berliner Hütte - Friesenberghaus - Furtschaglhaus | - DAV Kletterzentrum Berlin - Kletterturm am Teufelsberg (Grunewald) - Kletterwand am Humboldthain (Gesundbrunnen) - Kletterturm Kirchbachspitze (Schöneberg) |
| Sektion Allgäu-Kempten                                 | 008                                                    | 026.259                                                | 6. Sep. 1871 | Kempten (Allgäu)                                       | BY                                                     | - Kemptner Hütte - Rappenseehütte - Tannheimer Hütte - Tannheimer Jugendhütte | - Swoboda Alpin - Kletterturm Engelhaldepark |
| Sektion Rheinland-Köln                                 | 222                                                    | 024.887                                                | 19. Feb. 1876 | Köln                                                   | NW                                                     | - Hexenseehütte - Kölner Eifelhütte - Kölner Haus | - Kletteranlage Hohenzollernbrücke |
| Sektion Hamburg und Niederelbe                         | 110                                                    | 024.099                                                | 8. Okt. 1875 | Hamburg                                                | HH                                                     | - Hamburger Skihütte - Hohensteinhütte - Niederelbehütte - Ramolhaus - Sepp-Ruf-Hütte | - DAV Kletterzentrum Hamburg |
| Sektion Allgäu-Immenstadt                              | 007                                                    | 021.504                                                | 21. Mai 1874 (Ging aus der Sektion Augsburg hervor) | Immenstadt im Allgäu                                   | BY                                                     | - Edmund-Probst-Haus - Kaufbeurer Haus - Prinz-Luitpold-Haus - Waltenbergerhaus | - DAV Kletterzentrum Sonthofen |
| Sektion Regensburg                                     | 219                                                    | 020.955                                                | 3. März 1870 | Regensburg                                             | BY                                                     | - Berg- und Skiheim Brixen im Thale - Hanselberghütte - Neue Regensburger Hütte - Steinwaldhütte - Talhütte Zwieselstein Vertragshäuser der Sektion - Maurerwirt in Rosenau - Vorderschappachhof in Hüttschlag | - DAV Kletterzentrum Regensburg |
| Sektion Freiburg-Breisgau                              | 080                                                    | 019.947                                                | 17. Jan. 1881 | Freiburg im Breisgau                                   | BW                                                     | - Freiburger Hütte - Ramshaldenhütte | - Kletterzentrum Freiburg - Klettercenter Eiger Nord - Fitnessgym - Boulderkitchen - Blockhaus Freiburg |
| Sektion Augsburg                                       | 019                                                    | 019.916                                                | 8. Juli 1869 (Gründungssektion des DAV) | Augsburg                                               | BY                                                     | - Angerhütte - Augsburger Biwak - Augsburger Höhenweg - Augsburger Hütte - Otto-Mayr-Hütte - Otto-Schwegler-Hütte - Schwarzbergalpe | - Kletterzentrum Augsburg |
| Sächsischer Bergsteigerbund                            | 320                                                    | 019.223                                                | 1. März 1911 (21. Dezember 1989 Wiedergründung) | Dresden                                                | SN                                                     | - Bielatal-Hütte - Saupsdorfer Hütte | - DAV Kletterhalle Dresden des Sächsischen Bergsteigerbundes |
| Sektion Heilbronn                                      | 115                                                    | 019.151                                                | 15. Dez. 1891 (Mitglieder der Sektion Schwaben gründen die Sektion Heilbronn) | Heilbronn                                              | BW                                                     | - Heilbronner Hütte - Heilbronner Weg | - funclimb Eppingen - Kletterarena - Kletterturm Heilbronn-Böckingen - Kletterturm Öhringen - Neues Alpinzentrum - Trails am Schweinsberg |
| Sektion Tübingen                                       | 266                                                    | 014.666                                                | 4. März 1891 (Mitglieder der Sektion Schwaben gründen die Sektion Tübingen) | Tübingen                                               | BW                                                     | - Tübinger Hütte | - B12 Boulderzentrum Tübingen |
| Sektion Darmstadt-Starkenburg                          | 053                                                    | 014.152                                                | 27. Apr. 1870 1870 Sektion Darmstadt, 1884 Sektion Starkenburg, 2013 Fusion | Darmstadt                                              | HE                                                     | - Darmstädter Hütte - Felsberghütte - Starkenburger Hütte | - DAV Kletterzentrum Darmstadt - Steinbruch Heubach - Steinbruch Hainstadt |
| Sektion Nürnberg                                       | 195                                                    | 013.487                                                | 14. Dez. 1869 (Gründungssektion des DAV) | Nürnberg                                               | BY                                                     | - Nürnberger Hütte Hütten nur für Mitglieder - Carl-Semler-Hütte - Ossi-Bühler-Hütte - Thalheimer Hütte | - „Climbing Factory“ - Kletterhalle des TSV 1846 Nürnberg - Sportcentrum Nürnberg |
| Sektion Berchtesgaden                                  | 029                                                    | 013.354                                                | 17. Mai 1875 | Berchtesgaden                                          | BY                                                     | Berchtesgadener Alpen - Blaueishütte - Kärlingerhaus - Kührointhütte - Ligeretalm - Schwaigerkaser - Stöhrhaus - Wasseralm - Watzmann-Ostwand-Hütte | - DAV Kletterzentrum Berchtesgaden - Bergsteigerhaus Ganz |
| Sektion Rosenheim                                      | 225                                                    | 013.122                                                | 23. Sep. 1877 (1. Januar 1878 DAV Beitritt) | Rosenheim                                              | BY                                                     | - Brünnsteinhaus - Hochrieshütte | - Christian-Schneider-Kletterhalle |
| Sektion Frankfurt am Main                              | 079                                                    | 013.046                                                | 3. Sep. 1869 | Frankfurt am Main                                      | HE                                                     | Ötztaler Alpen - Gepatschhaus - Rauhekopfhütte - Riffelseehütte - Verpeilhütte | - DAV Kletterzentrum Frankfurt am Main |
| Sektion Erlangen                                       | 072                                                    | 012.500                                                | 15. Jan. 1890 | Erlangen                                               | BY                                                     | - Erlanger Hütte - Falkenberghaus | - DAV-Kletterzentrum Erlangen Hanne-Jung-Kletterhalle |
| Sektion Konstanz                                       | 140                                                    | 012.153                                                | 21. März 1874 | Konstanz                                               | BW                                                     | - Gauenhütte - Konstanzer Hütte | - uniBloc Hochschulsport Konstanz - Kletterwerk Radolfzell DAV Kletterzentrum Bodensee |
| Sektion Karlsruhe                                      | 131                                                    | 011.559                                                | 31. Jan. 1870 | Karlsruhe                                              | BW                                                     | Ötztaler Alpen - Fidelitashütte - Hochwildehaus - Langtalereckhütte Rätikon - Madrisahütte | - DAV Kletterzentrum Karlsruhe „Art of Climbing“ |
| Sektion Reutlingen                                     | 221                                                    | 011.539                                                | 19. Dez. 1905 | Reutlingen                                             | BW                                                     | - Kaltenberghütte - Neue Reutlinger Hütte | - DAV Kletterzentrum in Reutlingen |
| Sektion Aschaffenburg                                  | 018                                                    | 010.653                                                | 16. Dez. 1896 | Aschaffenburg                                          | BY                                                     | - Aschaffenburger Biwak - Aschaffenburger Höhenweg | - DAV Kletterzentrums Aschaffenburg - Kletterpfeiler Waldaschaff |
| Sektion Würzburg                                       | 290                                                    | 010.367                                                | 25. Okt. 1876 (23. September 1876 beantragt, 25. Oktober 1876 Gründung) | Würzburg                                               | BY                                                     | - Karl-von-Edel-Hütte - Vernagthütte | - DAV Kletterzentrum Würzburg - Kletterstudio Geiselwind |
| Sektion Heidelberg                                     | 114                                                    | 010.279                                                | 30. Juli 1869 (Gründungssektion des DAV) | Heidelberg                                             | BW                                                     | - Heidelberger Hütte - Wiedenbachhütte | - DAV Kletterzentrum „VertiGo“ in Heidelberg |
| Sektion Ravensburg                                     | 217                                                    | 010.176                                                | 3. Mai 1888 (Ging aus der Sektion Schwaben hervor) | Ravensburg                                             | BW                                                     | - Ravensburger Haus - Ravensburger Hütte | - DAV Kletterturm Ravensburg - Kletterbox DAV Kletterzentrum Ravensburg |
| Sektion Ulm                                            | 272                                                    | 009.582                                                | 19. Apr. 1879 (Ging aus der Sektion Schwaben hervor) | Ulm                                                    | BW                                                     | - Schwandalpe - Uli-Wieland-Hütte - Ulmer Hütte | - Kletterhalle der Sektionen Ulm und „DAV“ SSV Ulm 1846 |
| Sektion Tölz                                           | 261                                                    | 009.496                                                | 12. Apr. 1874 (als Turner-Alpen-Club Tölz, 9. Dezember 1881 als „Section Tölz“) | Tölz                                                   | BY                                                     | - Tölzer Hütte | - DAV Kletterzentrum Oberbayern Süd |
| Sektion Duisburg                                       | 063                                                    | 009.472                                                | 1. Dez. 1901 | Duisburg                                               | NW                                                     | - Duisburger Eifelhütte - Duisburger Hütte - Dr.-Rudolf-Weißgerber-Biwak - Nordparkhütte | - DAV Kletter- und Alpinzentrum Landschaftspark Duisburg-Nord (Kletteranlage Emscherpark) |
| Sektion Garmisch-Partenkirchen                         | 090                                                    | 009.135                                                | 28. Sep. 1887 | Garmisch-Partenkirchen                                 | BY                                                     | Wettersteingebirge - Höllentaleingangshütte - Kreuzeckhaus - Meilerhütte - Oberreintalhütte - Schüsselkar-Biwak - Stuibenhütte Bayerische Voralpen - Wankhaus | - DAV Boulderhalle Garmisch-Partenkirchen |
| Sektion Mainz                                          | 165                                                    | 009.015                                                | 19. März 1883 | Mainz                                                  | RP                                                     | - Kaunergrathütte - Rheinland-Pfalz-Biwak (Biwakschachtel) | - DAV Kletterzentrum Mainz |
| Sektion Neu-Ulm                                        | 191                                                    | 008.861                                                | 25. Okt. 1901 | Neu-Ulm                                                | BY                                                     | - Altes Höfle | - DAV Kletterwelt Neu-Ulm Sparkassendome |
| Sektion Traunstein                                     | 262                                                    | 008.773                                                | 9. Dez. 1869 | Traunstein                                             | BY                                                     | - Alte Traunsteiner Hütte - Neue Traunsteiner Hütte - Traunsteiner Skihütte | - DAV Kletterzentrum Traunstein |
| Sektion Memmingen                                      | 170                                                    | 008.676                                                | 19. Juli 1869 | Memmingen                                              | BY                                                     | - Memminger Hütte - Berghaus Kleinwalsertal - Berghaus „Wäldele“ | - DAV Kletteranlage Memmingen |
| Sektion Landsberg am Lech                              | 146                                                    | 008.668                                                | 10. Nov. 1889 | Landsberg am Lech                                      | BY                                                     | - Alpe Starkatsgund - Haus Reichenbach - Landsberger Hütte | - Kletteranlage „Kletterei“ (Kooperationsvertrag) |
| Sektion Bamberg                                        | 024                                                    | 008.615                                                | 26. Okt. 1886 | Bamberg                                                | BY                                                     | - Neue Bamberger Hütte - Würgauer Haus | - Sektionseigener Boulderraum |
| Sektion Passau                                         | 206                                                    | 008.607                                                | 7. Jan. 1875 | Passau                                                 | BY                                                     | - Lamprechtsofen (Höhle) - Passauer Hütte - Schmidt-Zabierow-Hütte | |
| Sektion Ludwigsburg                                    | 158                                                    | 008.605                                                | 15. März 1955 1954 Ausgliederung aus Sektion Schwaben, 3. Februar 1955 eigene Satzung | Ludwigsburg                                            | BW                                                     | - Hauerseehütte - Ludwigsburger Hütte | |
| Sektion Landshut                                       | 147                                                    | 008.312                                                | 17. März 1875 | Landshut                                               | BY                                                     | - Geraer Hütte - Landshuter Europahütte | |
| Sektion Dresden                                        | 364                                                    | 008.124                                                | 9. Apr. 1873 | Dresden                                                | SN                                                     | - Dresdner Hütte - Hochstubaihütte - Zollhütte | - Kletterarena Dresden - XXL „die Wand“ Kletteranlage |
| Sektion Münster/ Westfalen                             | 182                                                    | 007.996                                                | 5. Dez. 1903 (16. Januar 1904 DAV Beitritt) | Münster                                                | NW                                                     | - Westfalenhaus | |
| Sektion Aachen                                         | 001                                                    | 007.928                                                | 6. Apr. 1894 | Aachen                                                 | NW                                                     | - Anton-Renk-Hütte - Haus Rohren | |
| Sektion Leipzig                                        | 318                                                    | 007.339                                                | 31. Mai 1869 | Leipzig                                                | SN                                                     | - Dessauer Hütte - Karl-Stein-Hütte - Sulzenauhütte | Klettergebiete - (Leipziger Kletterschule und Hohburger Berge) Kletteranlagen - Kletterfelsen K4 - Kletteranlage Feuerwehrturm - Kletterturm Mockau - Kletterhalle No Limit - Boulderhalle Bloc No Limit - Kletterschule felsenfest / Artistenkombinat Leipzig e. V. - KOSMOS Boulderhalle             |
| Sektion Ringsee                                        | 223                                                    | 007.288                                                | Mai 1949 4 | Ingolstadt                                             | BY                                                     | - Ringseer Hütte | - DAV Kletterzentrum Ingolstadt der Sektion Ringsee - DAV Kletterturm der Sektionen Ringsee und Ingolstadt |
| Sektion Offenburg                                      | 202                                                    | 006.999                                                | 28. Dez. 1904 (3. Januar 1905 DAV Beitritt) | Offenburg                                              | BW                                                     | - Sandkästle | - DAV Kletterzentrum Offenburg |
| Sektion Fulda                                          | 087                                                    | 006.991                                                | 16. Nov. 1886 | Fulda                                                  | HE                                                     | - Enzianhütte | - Kletterzentrum Fulda |
| Sektion Koblenz                                        | 138                                                    | 006.955                                                | 14. Nov. 1904 | Koblenz                                                | RP                                                     | - Koblenzer Hütte - Sektionshütte Teufelsley | |
| Sektion Düsseldorf                                     | 062                                                    | 006.924                                                | 29. Okt. 1888 | Düsseldorf                                             | NW                                                     | - Düsseldorfer Eifelhütte - Hermann-von-Barth-Hütte | |
| Sektion Freising                                       | 082                                                    | 006.854                                                | 24. März 1887 | Freising                                               | BY                                                     | - Freisinger Hütte - Längental Hütte | - Kletterzentrum Freising |
| Sektion Neumarkt/ Oberpfalz                            | 187                                                    | 006.830                                                | 1920 4 | Neumarkt in der Oberpfalz                              | BY                                                     | - Olpererhütte | - DAV Zentrum Neumarkt |
| Sektion Kaufbeuren-Gablonz                             | 134                                                    | 006.823                                                | 1. Juni 1903 1903 in Gablonz, 1934 in Kaufbeuren | Kaufbeuren                                             | BY                                                     | - Hüttenpatenschaft für die Rüsselsheimer Hütte der Sektion Rüsselsheim | - DAV Kletterzentrum Kaufbeuren |
| Sektion Siegerland                                     | 244                                                    | 006.596                                                | 17. Jan. 1880 | Siegen                                                 | NW                                                     | - Siegerlandhütte | - DAV Kletterzentrum Siegerland |
| Sektion Kassel                                         | 132                                                    | 006.576                                                | 1. Apr. 1887 | Kassel                                                 | HE                                                     | - Kasseler Hütte | - DAV Kletterzentrum Nordhessen der Sektion Kassel des DAV (Klettern & Bouldern in Kassel) - Vertical World Götz Wiechmann |
| Sektion AlpinClub Berlin                               | 050                                                    | 006.555                                                | 17. Okt. 1910 | Berlin                                                 | BE                                                     | - Hüttenpatenschaft für die Jonsdorfer Hütte der Sektion Zittau | - Wuhletalwächter in Marzahn - Kletterturm Spandau am Großen Spektesee - Schwedter Nordwand im Mauerpark - Monte Balkon in Hohenschönhausen, derzeit gesperrt - Kletterhalle Hüttenweg in Zehlendorf - Kletterturm in Reinickendorf (Kooperation Jugendclub) - Kletterwand der B-Traven-Schule Spandau |
| Sektion Hannover                                       | 113                                                    | 006.423                                                | 18. Apr. 1885 | Hannover                                               | NI                                                     | - Niedersachsenhaus - Kansteinhütte | - „GriffReich“ DAV Kletterzentrum Hannover |
| Sektion Oberstdorf                                     | 200                                                    | 006.269                                                | 10. Jan. 1925 | Oberstdorf                                             | BY                                                     | - Fiderepasshütte | |
| Sektion Fürth                                          | 085                                                    | 006.244                                                | 25. Mai 1882 | Fürth                                                  | BY                                                     | - Neue Fürther Hütte - Fritz-Hasenschwanz-Hütte | |
| Sektion Dortmund                                       | 059                                                    | 006.144                                                | 21. Dez. 1896 | Dortmund                                               | NW                                                     | - Dortmunder Hütte - Dortmunder Sauerlandhütte | - Der Kletterturm in Dortmund-Dorstfeld |
| Sektion Wiesbaden                                      | 285                                                    | 006.051                                                | 23. März 1882 | Wiesbaden                                              | HE                                                     | - Wiesbadener Hütte | - Außen-Kletteranlage der Sektion Wiesbaden in Taunustein-Hahn |
| Sektion Friedrichshafen                                | 084                                                    | 006.043                                                | 24. Nov. 1911 | Friedrichshafen                                        | BW                                                     | - Friedrichshafener Hütte - Lankhütte | - DAV Kletterzentrum Friedrichshafen |
| Sektion Bayreuth                                       | 027                                                    | 006.004                                                | 14. Dez. 1888 | Bayreuth                                               | BY                                                     | - Bayreuther Hütte - Hans-Putschky-Haus - Wagenthalhütte | - DAV Kletterzentrum Bayreuth - Kletterwand des Graf-Münster-Gymnasiums |
| Sektion Wuppertal                                      | 025                                                    | 005.876                                                | 15. Jan. 1891 1891 Gründung als Sektion Bergisches Land, 1896 Abspaltung der Sektion Barmen, 1910 Umbenennung der Sektion Bergisches Land in Sektion Elberfeld, 2005 Umbenennung der Sektion Elberfeld in Sektion Wuppertal, 2021 Fusion der Sektionen Barmen und Wuppertal | Wuppertal                                              | NW                                                     | - Barmer Haus - Barmer Hütte - DAV-Haus Astenberg - Elberfelder Hütte - Sauerlandhütte | - DAV Kletterzentrum Wupperwände Trägerverein der Sektion Wuppertal - Klettergarten Spreeler Mühle „Sektionsklettergarten“ der Sektion Gummersbach |
| Sektion Lindau                                         | 156                                                    | 005.816                                                | 18. Dez. 1878 | Lindau                                                 | BY                                                     | - Ernst-Rieger-Hütte - Karl-Müller-Hütte - Lindauer Hütte - Robert-Ritter-Hütte | |
| Sektion Bad Aibling                                    | 004                                                    | 005.809                                                | 10. Dez. 1900 | Bad Aibling                                            | BY                                                     | - Aiblinger Hütte | |
| Sektion Oberer Neckar                                  | 196                                                    | 005.746                                                | 4. Apr. 1954 | Rottweil                                               | BW                                                     | - Anhalter Hütte - Heiterwandhütte | - DAV Kletterzentrum in Rottweil |
| Sektion Bad Reichenhall                                | 220                                                    | 005.707                                                | 15. Mai 1875 | Bad Reichenhall                                        | BY                                                     | - Reichenhaller Haus - Staufenstube | - Sektionseigene Kletterhalle - Sektionseigener Boulderraum |
| Sektion Biberach                                       | 038                                                    | 005.670                                                | 29. Dez. 1895 | Biberach                                               | BW                                                     | - Biberacher Hütte | |
| Sektion Bremen                                         | 044                                                    | 005.625                                                | 29. Okt. 1886 | Bremen                                                 | HB                                                     | - Bremer Hütte - Nauderer Hütte | - DAV Kletterzentrum Bremen |
| Sektion Teisendorf                                     | 258                                                    | 005.581                                                | 10. Dez. 1908 | Teisendorf                                             | BY                                                     | - Teisendorfer Hütte | - Kletteranlagen (Boulderraum // Kletterwand) |
| Sektion Hochsauerland                                  | 301                                                    | 005.556                                                | 4. Dez. 1982 („Ableger“ der Sektion Paderborn) | Bestwig                                                | NW                                                     | - Hochsauerlandhaus | - Klettersportregion Sauerland - BLOX Boulderhalle Sauerland e.K. |
| Sektion Essen                                          | 073                                                    | 005.482                                                | 15. Dez. 1885 | Essen                                                  | NW                                                     | - Clarahütte - Essener-Rostocker Hütte - Kleine-Philipp-Reuter-Hütte | - Kletterhalle Kletterpütt - Klettergarten Isenberg |
| Sektion Bonn                                           | 042                                                    | 005.452                                                | 17. Feb. 1884 | Bonn                                                   | NW                                                     | - Bonn-Matreier Hütte - Neue Bonner Hütte | - Boulders Habitat Kletterhalle - Bronx Rock Kletterhalle |
| Sektion Trostberg                                      | 265                                                    | 005.414                                                | 21. Apr. 1873 | Trostberg                                              | BY                                                     | - Trostberger Hütte | - Kletterwand TSV Trostberg Turnhalle |
| Sektion Eifel                                          | 352                                                    | 005.375                                                | 1986 4 (Bergsteigerverein Eifel, 1995 DAV Beitritt) | Euskirchen                                             | NW                                                     | Kooperation mit - Clarahütte - Essener-Rostocker Hütte | - Sportpoint Meckenheim |
| Sektion Universitätssportclub München                  | 273                                                    | 005.361                                                | 1964 4 | München                                                | BY                                                     | | - Beteiligung am DAV Kletter- und Boulderzentrum München-Süd |
| Sektion Wetzlar                                        | 284                                                    | 005.288                                                | 15. Nov. 1948 | Wetzlar                                                | HE                                                     | - Wetzlarer Hütte | - DAV Kletterzentrum Wetzlar - „Cube“ |
| Sektion Gipfelkreuz                                    | 383                                                    | 005.280                                                | 1. Juni 2019 | Ramsau                                                 | BY                                                     | | |
| Sektion Mühldorf                                       | 179                                                    | 005.256                                                | 19. Mai 1909 | Mühldorf                                               | BY                                                     | - Gufferthütte - „Sektionshaus“ in Lofer | - Kooperation mit der Sektion Wasserburg (DAV Kletterzentrum Waldkraiburg „Raiffeisen Vertikal“) |
| Sektion Braunschweig                                   | 043                                                    | 005.129                                                | 12. Dez. 1883 (1. Januar 1884 DAV Beitritt) | Braunschweig                                           | NI                                                     | - Braunschweiger Hütte | - Kletterwand/Boulderraum |
| Sektion Hanau                                          | 112                                                    | 005.078                                                | 1. Jan. 1894 | Hanau                                                  | HE                                                     | - Hanauer Hütte | - DAV Kletterzentrum Hessen-Homburg - DAV Kletteranlage Wasserturm Gelnhausen |
| Sektion Murnau                                         | 183                                                    | 005.014                                                | 6. Feb. 1881 (1881 als Sektion Weilheim-Murnau, 12. April 1933 Eigenständige Sektion) | Murnau                                                 | BY                                                     | - Bärenfleckhütte | - Boulderhalle und Kletterwand |
| Sektion Wasserburg am Inn                              | 277                                                    | 005.010                                                | 1897 4 | Wasserburg am Inn                                      | BY                                                     | - Wasserburger Hütte | - Kletterwand an der Realschule - Bouldern im Fit&Fun - DAV Kletterzentrum Waldkraiburg „Raiffeisen Vertikal“ (Kooperation mit Sektion Wasserburg) |
| Sektion Schwarzwald                                    | 239                                                    | 005.002                                                | 1905 4 | Villingen-Schwenningen                                 | BW                                                     | | - Boulderraum „Fritzbox“ - DAV Kletterzentrums Lahr/Schwarzwald |
| Sektion Wolfratshausen                                 | 288                                                    | 004.923                                                | 16. Dez. 1908 (3. Januar 1909 DAV Beitritt) | Wolfratshausen                                         | BY                                                     | - Wolfratshauser Hütte | |
| Sektion Füssen                                         | 086                                                    | 004.912                                                | 15. Jan. 1887 | Füssen                                                 | BY                                                     | - Fritz-Putz-Hütte - Sepp-Sollner Hütte | - DAV Kletterzentrum Allgäu |
| Sektion Marburg/Lahn                                   | 167                                                    | 004.908                                                | 20. Dez. 1891 | Marburg                                                | HE                                                     | | - Volksbankkletterhalle Marburg im DAV Bergsportzentrum |
| Sektion Schweinfurt                                    | 240                                                    | 004.907                                                | 12. Dez. 1894 1894 in Guben als Sektion Guben | Schweinfurt                                            | BY                                                     | - Hütte an der Haselstaude - Schweinfurter Hütte | - DAV Kletterzentrum Schweinfurt |
| Sektion Mannheim                                       | 166                                                    | 004.870                                                | 12. Okt. 1888 (als „Sektion Pfalzgau“, 1920 Umbenennung in Sektion Mannheim) | Mannheim                                               | BW                                                     | - Mannheimer Hütte - Oberzalimhütte | |
| Sektion Deggendorf                                     | 054                                                    | 004.850                                                | 8. März 1900 | Deggendorf                                             | BY                                                     | - Hochwaldhütte | - Klettergärten - Kletterhalle |
| Sektion Burghausen                                     | 047                                                    | 004.806                                                | 16. Juni 1885 | Burghausen                                             | BY                                                     | - Hüttenpatenschaft für die Gleiwitzer Hütte der Sektion Tittmoning | - DAV Kletterzentrum Burghausen |
| Sektion Eichstätt-Neuburg                              | 069                                                    | 004.800                                                | 18. Dez. 1899 1899 Sektion Eichstätt, 1890 Sektion Neuburg, 2022 Fusion der Sektion Eichstätt und der Sektion Neuburg/Donau | Eichstätt                                              | BY                                                     | - Glorer Hütte | - DAV Kletterzentrum Eichstätt „Jurabloc“ |
| Sektion Schwäbisch Gmünd                               | 238                                                    | 004.757                                                | 6. Okt. 1911 (19. Januar 1912 DAV Beitritt) | Schwäbisch Gmünd                                       | BW                                                     | - Hüttenpatenschaft für die Rastkogelhütte der Sektion Oberkochen - Rosensteinhütte | |
| Sektion Weilheim                                       | 280                                                    | 004.751                                                | 6. Feb. 1881 | Weilheim                                               | BY                                                     | - Kaseralm - Weilheimer Hütte | - Under the roof Kletterhalle Weilheim - Kletterhalle Herzogsägmühle DAV Sektion Peiting - DAV Kletterzentrum Peißenberg - DAV Kletteranlage Starnberg |
| Sektion Bielefeld                                      | 039                                                    | 004.718                                                | 29. Sep. 1893 | Bielefeld                                              | NW                                                     | - Neue Bielefelder Hütte | - DAV alpin zentrum BIELEFELD (seit 2020) |
| Sektion Landau/Pfalz                                   | 145                                                    | 004.705                                                | 11. März 1898 | Landau in der Pfalz                                    | RP                                                     | | |
| Sektion Rhein-Sieg                                     | 243                                                    | 004.653                                                | 1962 4 (als Sektion Siegburg) | Siegburg                                               | NW                                                     | - Hüttenpartnerschaft mit der Elberfelder Hütte der Sektion Wuppertal | - Boulders Habitat Bonn - Boulders Habitat Beuel - BRONX ROCK Kletterhalle Wesseling - Canyon Chorweiler - Chimpanzodrome Kletter- und Boulderhalle Frechen - Sportpoint Meckenheim - Stuntwerk Troisdorf                                                                                              |
| Sektion Pforzheim                                      | 210                                                    | 004.570                                                | 28. Dez. 1891 | Pforzheim                                              | BW                                                     | - Pforzheimer Hütte auch „Adolf-Witzenmann-Haus“ | - Kletterwände im Adolf-Witzenmann-Haus - Kletterhalle „Fitzrocks“ |
| Sektion Oberstaufen-Lindenberg                         | 199                                                    | 004.505                                                | 6. Juli 1897 | Oberstaufen                                            | BY                                                     | - Staufner Haus | |
| Sektion Peißenberg                                     | 207                                                    | 004.448                                                | 6. Feb. 1881 1881 als Sektion Weilheim-Murnau, 1948 Eigenständige Sektion | Peißenberg                                             | BY                                                     | - Hörnle Hütte | - Kletterhalle DAV Sektion Peißenberg |
| Sektion Göttingen                                      | 099                                                    | 004.447                                                | 22. Nov. 1889 | Göttingen                                              | NI                                                     | - Hannoverhütte - Helletalhütte - Göttinger Weg | - DAV Kletteranlage Göttingen Sporthalle Weende - Roxx - Kletterzentrum |
| Sektion Peiting                                        | 208                                                    | 004.414                                                | 27. Apr. 1946 | Peiting                                                | BY                                                     | - Peitinger Hütte | - Kletterhalle Herzogsägmühle DAV Sektion Peiting |
| Sektion Wangen                                         | 276                                                    | 004.397                                                | 30. Juni 1919 | Wangen                                                 | BW                                                     | | |
| Sektion Schorndorf                                     | 233                                                    | 004.390                                                | 3. Juni 1949 | Schorndorf                                             | BW                                                     | - Alpenrosenhütte - Schorndorfer Hütte | - DAV Kletterhalle Schorndorf |
| Sektion Coburg                                         | 052                                                    | 004.380                                                | 16. Juni 1879 | Coburg                                                 | BY                                                     | - Breitenkopfhütte - Coburger Hütte - Jura-Hütte | - DAV Kletterzentrum Coburg |
| Sektion Prien                                          | 216                                                    | 004.327                                                | 5. Nov. 1892 | Prien                                                  | BY                                                     | - Priener Hütte - „Wetterhäuschen“ | - DAV Kletterhalle Bernau |
| Sektion Hohenstaufen Göppingen                         | 123                                                    | 004.286                                                | 16. Dez. 1901 | Göppingen                                              | BW                                                     | - Göppinger Hütte - Haldenseehaus - Kreuzberghütte | - Kletterstube |
| Sektion Alpenkranzl Erding                             | 009                                                    | 004.234                                                | 16. Sep. 1925 (November 1923 als Ortsgruppe der Sektion Turner-Alpen-Kränzchen gegründet) | Erding                                                 | BY                                                     | | - DAV Kletterzentrum Freising - DAV Kletterzentrum Taufkirchen |
| Sektion Donauwörth                                     | 058                                                    | 004.165                                                | 17. Jan. 1896 | Donauwörth                                             | BY                                                     | | - DAV Kletterhalle Donauwörth „KraxlStadl“ |
| Sektion Lörrach                                        | 157                                                    | 004.068                                                | 6. Okt. 1933 | Lörrach                                                | BW                                                     | | - LÖ bloc - DIE Boulderhalle - imPulsiv Freizeitcenter Weil |
| Sektion Hochtaunus Oberursel                           | 109                                                    | 004.047                                                | 14. Mai 1886 (In Halle) (Ableger der Sektion Halle/Saale) | Oberursel (Taunus)                                     | HE                                                     | | - DAV Kletterzentrum Neu-Anspach |
| Sektion Überlingen                                     | 271                                                    | 003.946                                                | 1955 4 | Überlingen                                             | BW                                                     | - Hütte Au | - Kletterzentrum Volksbank Vertical Überlingen |
| Sektion Baden-Baden/Murgtal                            | 023                                                    | 003.898                                                | 28. Nov. 1889 | Baden-Baden                                            | BW                                                     | | - DAV Kletterzentrum Baden-Baden |
| Sektion Main-Spessart                                  | 226                                                    | 003.849                                                | 3. März 1899 (In Rostock) (Ableger der Sektion Rostock) | Marktheidenfeld                                        | BY                                                     | - Gaudeamushütte - Sylvanhütte | - DAV Kletterhalle Weidenmühle |
| Sektion Pfaffenhofen-Asch                              | 017                                                    | 003.847                                                | 20. Juni 1878 (1878 Sektion Asch in Asch, 1977 Pfaffenhofen als Ortsgruppe der Sektion Freising) | Pfaffenhofen                                           | BY                                                     | - Ascher Hütte | - DAV Kletterzentrum PAFRock |
| Sektion Hersbruck                                      | 116                                                    | 003.833                                                | 1925 4 | Hersbruck                                              | BY                                                     | - Hersbrucker Hütte | - Raiffeisenbank Kletterwelt - DAV Kletterhalle KunstGriff der Sektion Altdorf - DAV Kletterturm Röthenbach |
| Sektion Tegernsee                                      | 257                                                    | 003.805                                                | 31. März 1883 | Tegernsee                                              | BY                                                     | - Tegernseer Hütte | - Kletterstadl Aurach |
| Sektion Forchheim                                      | 076                                                    | 003.803                                                | 1. Jan. 1897 (1. Oktober 1897 DAV Beitritt) | Forchheim                                              | BY                                                     | - Forchheimer Biwak | - Magnesia Kletter-Seil-Erlebnispark GmbH - Boulderia |
| Sektion Freilassing                                    | 081                                                    | 003.779                                                | 1924 4 | Freilassing                                            | BY                                                     | - Freilassinger Hütte | |
| Sektion Ebersberg-Grafing                              | 064                                                    | 003.758                                                | 22. März 1922 | Grafing                                                | BY                                                     | - Meißner Haus - Schneelahner Hütte | - Kletterhalle der Sektion Ebersberg-Grafing |
| Sektion Straubing                                      | 254                                                    | 003.732                                                | 13. Apr. 1891 | Straubing                                              | BY                                                     | - Straubinger Haus | - DAV Kletteranlage Straubing (Grund und Hauptschule Ittling) |
| Sektion Kaiserslautern                                 | 128                                                    | 003.699                                                | 18. Jan. 1893 (24. Januar 1893 DAV Beitritt) | Kaiserslautern                                         | RP                                                     | - Kaiserslauterer Hütte | - DAV Kletterzentrum Barbarossahalle - Boulderhalle RockTown |
| Sektion Potsdam                                        | 338                                                    | 003.680                                                | 15. März 1907 | Potsdam                                                | BB                                                     | - Hüttenpatenschaft mit der Potsdamer Hütte der Sektion Dinkelsbühl | - Boulderhalle „Blockzone“ - Kletterturm „Kahleberg“ |
| Sektion Gießen-Oberhessen                              | 095                                                    | 003.655                                                | 24. Juli 1886 | Gießen                                                 | HE                                                     | - Gießener Hütte | - Alter Kletterkeller - Kletter- und Boulderzentrum Gießen – Mittelhessen |
| Sektion Trier                                          | 264                                                    | 003.531                                                | 1912 4 | Trier                                                  | RP                                                     | - Edries-Hütte | - DAV Kletteranlage Trier - Blockschokolade bouldern & backen - Cube Trier |
| Sektion Oldenburg                                      | 203                                                    | 003.510                                                | 8. Mai 1912 | Oldenburg                                              | NI                                                     | - Poggenpohlhütte | |
| Sektion Ebingen                                        | 065                                                    | 003.509                                                | 1922 4 | Albstadt                                               | BW                                                     | - Ebinger Haus | |
| Sektion Mittenwald                                     | 176                                                    | 003.422                                                | 20. Jan. 1874 | Mittenwald                                             | BY                                                     | - Brunnsteinhütte - Krinner-Kofler-Hütte - Mittenwalder Hütte | - Hochseilgarten mit Kletteranlage Campingplatz Isarhorn |
| Sektion Schwabach                                      | 235                                                    | 003.418                                                | 25. Okt. 1891 | Schwabach                                              | BY                                                     | - Düsselbacher Hütte | - Kletterhalle in Schwabach |
| Sektion Chemnitz                                       | 323                                                    | 003.331                                                | 1. Jan. 1882 | Chemnitz                                               | SN                                                     | | - Kletterhalle in der Turnhalle des SFZ |
| Sektion Mindelheim                                     | 173                                                    | 003.330                                                | 2. März 1900 | Mindelheim                                             | BY                                                     | - Mindelheimer Hütte | - DAV Kletteranlage Mindelheim |
| Sektion Weinheim/ Bergstraße                           | 281                                                    | 003.283                                                | 1906 4 | Weinheim                                               | BW                                                     | | - DAV Kletterzentrum Weinheim |
| Sektion Paderborn                                      | 205                                                    | 003.276                                                | 1920 4 | Paderborn                                              | NW                                                     | | - Klettern |
| Sektion Amberg                                         | 014                                                    | 003.174                                                | 29. Okt. 1883 | Amberg                                                 | BY                                                     | - Amberger Hütte | - DAV Kletteranlage Amberg |
| Sektion Osnabrück                                      | 204                                                    | 003.155                                                | 21. Nov. 1888 | Osnabrück                                              | NI                                                     | - Osnabrücker Hütte | - ZENIT Boulderhalle Osnabrück |
| Sektion Ingolstadt                                     | 125                                                    | 003.136                                                | 13. Dez. 1882 | Ingolstadt                                             | BY                                                     | - Ingolstädter Haus - Riemannhaus | - DAV Kletterzentrum Ingolstadt der Sektion Ringsee - DAV Kletterturm der Sektionen Ringsee und Ingolstadt |
| Sektion Tutzing                                        | 270                                                    | 003.128                                                | 20. März 1903 | Tutzing                                                | BY                                                     | - Hausstattalm - Tutzinger Hütte | - DAV Kletteranlage Starnberg - DAV Kletterzentrum Peißenberg - Under the roof Kletterhalle Weilheim |
| Sektion Otterfing                                      | 298                                                    | 003.074                                                | 1971 4 (Gründung als Ortsgruppe der Sektion Wolfratshausen, 1980 Gründung der Sektion Otterfing) | Otterfing                                              | BY                                                     | - Gamshütte | - DAV Kletterzentrum Obb. Süd in Bad Tölz |
| Sektion ASS Saarbrücken                                | 012                                                    | 002.983                                                | 9. Mai 1903 (14. Juli 1903 DAV Beitritt) | Saarbrücken                                            | SL                                                     | - Saarbrücker Hütte | - Kletterzentrum Saarbrücken - Rocklands Kletterzentrum Saarlouis - Kletter- und Boulder Arena |
| Sektion Laufen                                         | 149                                                    | 002.979                                                | 22. Aug. 1922 (19. Dezember 1922 DAV Beitritt) | Laufen                                                 | BY                                                     | - Laufener Hütte | - DAV Kletteranlage Freilassing - DAV Kletterzentrum Traunstein |
| Sektion Simbach/Inn                                    | 247                                                    | 002.971                                                | 18. Jan. 1887 (als Doppelsektion Braunau-Simbach) | Simbach am Inn                                         | BY                                                     | - Simbacher Hütte | - DAV Kletterzentrum Simbach/Inn - Biwak 2 |
| Sektion Geislingen/Steige                              | 091                                                    | 002.951                                                | 1920 4 (1920 Gründungs- absichten, 17. Februar 1925 Gründung) | Geislingen an der Steige                               | BW                                                     | - Geislinger Hütte - Haus Schattwald | - Kletterstube Göppingen DAV Hohenstaufen-Göppingen - L.A. Gym - Torre Grande |
| Sektion Bergbund Rosenheim                             | 031                                                    | 002.931                                                | 1. Jan. 1948 | Rosenheim                                              | BY                                                     | - Alpenvereinshütte Mitteralm | - Kletteranlage Rosenheim - Kletterhalle Rosenheim |
| Sektion Mönchengladbach                                | 177                                                    | 002.921                                                | 1922 4 (1923 DAV Beitritt) | Mönchengladbach                                        | NW                                                     | - Kalser Tauernhaus | - Kletterkirche Mönchengladbach - The Wall Mönchengladbach Sportpark MG West GmbH |
| Sektion Weiden                                         | 278                                                    | 002.920                                                | 15. März 1901 | Weiden                                                 | BY                                                     | - Weidener Hütte | - DAV Kletteranlage Weiden - Berufsschule Weiden |
| Sektion Vierseenland                                   | 274                                                    | 002.858                                                | 8. Feb. 1957 | Seefeld                                                | BY                                                     | - Hochkopfhütte | - DAV Kletter- und Boulderzentrum München-West |
| Sektion Kelheim                                        | 135                                                    | 002.812                                                | 1951 4 | Kelheim                                                | BY                                                     | - Hafenhäusl - Kelheimer Hütte | - Hochseilgarten Hammertal - Boulderwelt Regensburg - Mega Sports |
| Sektion Berg und Skifreunde Hochwald                   | 363                                                    | 002.778                                                | 10. Apr. 1999 | Wadrill (Wadern)                                       | SL                                                     | | - DAV Kletterzentrum Wadern |
| Sektion Bad Kissingen                                  | 137                                                    | 002.775                                                | 7. Dez. 1906 (15. Dezember 1906 DAV Beitritt) | Bad Kissingen                                          | BY                                                     | - Bad Kissinger Hütte | - DAV Kletterhalle Bad Kissingen - No Limits |
| Sektion Bergbund Würzburg                              | 358                                                    | 002.759                                                | 23. Juli 1948 | Würzburg                                               | BY                                                     | - Würzburger Bergbund-Hütte | - DAV Kletterzentrum Würzburg - ROCK INN Boulderhalle Würzburg - DAV Kletterhalle Weidenmühle |
| Sektion Illertissen                                    | 124                                                    | 002.757                                                | 1948 4 | Illertissen                                            | BY                                                     | - Schwarzenberghütte | |
| Sektion Buchen                                         | 332                                                    | 002.710                                                | 1990 4 | Buchen                                                 | BW                                                     | - Arnberghütte | - DAV Kletteranlage Buchen |
| Sektion Starnberg                                      | 253                                                    | 002.707                                                | 14. März 1902 | Starnberg                                              | BY                                                     | - Hohenzollernhaus - Hörnlehütte | - DAV Kletteranlage Starnberg |
| Sektion Ettlingen                                      | 071                                                    | 002.701                                                | 16. Dez. 1882 (In Erfurt als Sektion Erfurt, 1. Januar 1883 DAV Beitritt) | Ettlingen                                              | BW                                                     | - Erfurter Hütte - Schönbrunner Hütte | |
| Sektion Friedberg                                      | 294                                                    | 002.697                                                | 1. Apr. 1952 | Friedberg                                              | BY                                                     | - Berghaus Rinnen - Willi-Merkl-Gedächtnis-Hütte | |
| Sektion Worms                                          | 289                                                    | 002.685                                                | 20. März 1899 (13. April 1899 DAV Beitritt) | Worms                                                  | RP                                                     | - Wormser Hütte | - DAV Kletteranlage Worms (Nikolaus-Dörr-Halle) |
| Sektion Alpen.Net                                      | 367                                                    | 002.684                                                | 2002 4 | Augsburg                                               | BY                                                     | | |
| Sektion Rottenburg                                     | 293                                                    | 002.673                                                | 1973 4 | Rottenburg                                             | BW                                                     | - Rottenburger Haus | - Kletterwand DAV Rottenburg |
| Sektion Pfronten                                       | 211                                                    | 002.638                                                | 1968 4 | Pfronten                                               | BY                                                     | | - Kletterhalle |
| Sektion Geltendorf                                     | 093                                                    | 002.611                                                | 1949 4 | Geltendorf                                             | BY                                                     | - Jägerhäusl - Neue Magdeburger Hütte - St. Zyprianer Hütte | - DAV Kletteranlage Geltendorf |
| Sektion Gummersbach                                    | 105                                                    | 002.596                                                | 1923 4 | Gummersbach                                            | NW                                                     | - Gummersbacher (Sektionsheim) - Hüttenpatenschaft mit der Hagener Hütte der Sektion Hagen | - Außenkletterwand - Klettern |
| Sektion Ansbach                                        | 016                                                    | 002.593                                                | 13. Jan. 1887 | Ansbach                                                | BY                                                     | - Ansbacher Hütte - Kletterheim Aicha - Skihütte Steibis | - Kletterturm der Sektion Hesselberg - Boulder Hall |
| Sektion Neustadt/ Weinstraße                           | 190                                                    | 002.588                                                | 7. Nov. 1894 (als Ortsgruppe der Sektion Ludwigshafen, 5. Januar 1895 Gründung) | Neustadt an der Weinstraße                             | RP                                                     | - Neustadter Hütte (Vereinsheim) | - Kletterhalle Fitz Rocks |
| Sektion Neuötting/ Altötting                           | 188                                                    | 002.581                                                | 11. Dez. 1885 | Altötting                                              | BY                                                     | | - DAV Kletterzentrum Burghausen |
| Sektion Leutkirch                                      | 154                                                    | 002.572                                                | 8. Jan. 1881 (Gegründet durch Mitglieder der Sektion Schwaben) | Leutkirch                                              | BW                                                     | - Kaiserjochhaus - Leutkircher Hütte | |
| Sektion Turner-Alpen-Kränzchen                         | 267                                                    | 002.555                                                | 19. Feb. 1872 (1912 DAV Beitritt) | München                                                | BY                                                     | - Babenstuberhütte (Biwakschachtel) - Gruttenhütte - Plenkalm - Rotwandhaus - Scharnitzalm | - Boulderwelt München Ost - Boulderwelt München West - DAV Kletter- und Boulderzentrum München-Süd |
| Sektion Bergfreunde München                            | 311                                                    | 002.513                                                | 13. Dez. 1961 | München                                                | BY                                                     | - Spitzsteinhaus | - DAV Kletter- und Boulderzentrum München-Süd |
| Sektion Achental                                       | 003                                                    | 002.510                                                | 15. März 1907 | Grassau                                                | BY                                                     | | |
| Sektion Jena                                           | 317                                                    | 002.487                                                | 31. Jan. 1882 | Jena                                                   | TH                                                     | - Neue Thüringer Hütte - Helenensteinhütte | - DAV Kletteranlage Imaginata - Trafohalle der Sektion Jena - weitere Hallen in Jena: - rocks Kletterzentrum - PlanB Boulderhalle - in der Umgebung: - Kletterzentrum Weimar Energiewände |
| Sektion Miesbach                                       | 172                                                    | 002.441                                                | 21. Juni 1876 | Miesbach                                               | BY                                                     | - Miesbacher Hütte | - DAV Kletterzentrum Oberbayern Süd |
| Sektion Beckum                                         | 028                                                    | 002.435                                                | 1925 4 | Beckum                                                 | NW                                                     | - Weidmannsruh Wanderheim | - DAV Kletteranlage Phoenix-Freizeitpark Beckum |
| Sektion Kiel                                           | 136                                                    | 002.428                                                | 8. Dez. 1893 | Kiel                                                   | SH                                                     | - Kieler Wetterhütte | - Nordbloc Kiel - Sportzentrum CAU - (Eigene Kletteranlage in Planung) |
| Sektion Hof                                            | 122                                                    | 002.421                                                | 16. Dez. 1896 | Hof                                                    | BY                                                     | - Edelweißhütte - Enzianhütte - Winnebachseehütte | - DAV Kletteranlage Selb in der Jahnturnhalle - Boulderhalle Plauen |
| Sektion Erfurt Alpin                                   | 365                                                    | 002.420                                                | 1999 4 | Erfurt                                                 | TH                                                     | | - Kletterhalle Nordwand - Kletterhalle Erfurt BLOCKPARK |
| Sektion Aichach                                        | 005                                                    | 002.386                                                | 25. Okt. 1897 (1898 DAV Beitritt) | Aichach                                                | BY                                                     | - „Vereinsheim“ in Aichach | - DAV Kletteranlage Aichach |
| Sektion Neuland                                        | 186                                                    | 002.380                                                | 23. Dez. 1919 | Penzberg                                               | BY                                                     | - Neulandhütte | |
| Sektion Lenggries                                      | 153                                                    | 002.356                                                | 4. Apr. 1909 | Lenggries                                              | BY                                                     | - Baieralm - Lenggrieser Hütte | - DAV Boulderraum Holzkirchen - DAV Kletterzentrum Oberbayern Süd |
| Sektion Moosburg                                       | 178                                                    | 002.337                                                | 1921 4 (1939 Auflösung, 1961 Neugründung) | Moosburg                                               | BY                                                     | | - DAV Kletterturm Moosburg |
| Sektion Gangkofen                                      | 089                                                    | 002.337                                                | 1959 4 | Gangkofen                                              | BY                                                     | | - DAV Kletterhalle Gangkofen |
| Sektion Halle/Saale                                    | 324                                                    | 002.316                                                | 14. Mai 1886 (7. Juni 1990 Wiedergründung) | Halle/Saale                                            | ST                                                     | | - Boulderkombinat |
| Sektion Gay Outdoor Club                               | 369                                                    | 002.314                                                | 1986 4 | München                                                | BY                                                     | - Hüttenpatenschaft für die Berliner Hütte der Sektion Berlin | - Boulderwelt München Ost - Boulderwelt München West - DAV Kletter- und Boulderzentrum München-Süd |
| Sektion Ammersee                                       | 015                                                    | 002.302                                                | 1920 4 | Dießen am Ammersee                                     | BY                                                     | - Diessener Hütte | - Under the roof Kletterhalle Weilheim |
| Sektion Günzburg                                       | 104                                                    | 002.300                                                | 1910 4 | Günzburg                                               | BY                                                     | - Hüttenpatenschaft mit der Siegerlandhütte der Sektion Siegerland | - DAV Kletteranlage Günzburg |
| Sektion Rostock                                        | 329                                                    | 002.288                                                | 3. März 1899 | Rostock                                                | MV                                                     | | - „Felshelden“, „Bunker Rostock“ |
| Sektion Bochum                                         | 040                                                    | 002.237                                                | 1910 4 | Bochum                                                 | NW                                                     | - Bochumer Hütte | |
| Sektion Haag                                           | 107                                                    | 002.201                                                | 1. Jan. 1898 | Haag                                                   | BY                                                     | | |
| Sektion Tuttlingen                                     | 269                                                    | 002.196                                                | 17. Juli 1913 | Tuttlingen                                             | BW                                                     | | - DAV Kletteranlage Tuttlingen |
| Sektion Noris                                          | 194                                                    | 002.189                                                | 1904 4 | Nürnberg                                               | BY                                                     | - Norissteig - Höhenglücksteig | - Kletterhalle des TSV 1846 Nürnberg - Sportcentrum Nürnberg - DAV Kletterzentrum Feucht - DAV Kletterturm Röthenbach - DAV Kletterhalle Schwabach |
| Sektion Altdorf                                        | 348                                                    | 002.181                                                | 1994 4 | Altdorf                                                | BY                                                     | | - Raiffeisenbank Kletterwelt - DAV Kletterhalle KunstGriff der Sektion Altdorf - DAV Kletterturm Röthenbach |
| Sektion Offenbach                                      | 201                                                    | 002.179                                                | 1904 4 | Offenbach                                              | HE                                                     | | |
| Sektion Recklinghausen                                 | 218                                                    | 002.177                                                | 1905 4 | Haltern am See                                         | NW                                                     | Hüttenpatenschaften - Hüttenpatenschaft mit der Bochumer Hütte der Sektion Bochum - Hüttenpatenschaft mit der Elberfelder Hütte der Sektion Wuppertal | |
| Sektion Magdeburg                                      | 350                                                    | 002.170                                                | 24. Nov. 1883 (1. Januar 1884, 1993 Wiedergründung) | Magdeburg                                              | ST                                                     | | |
| Sektion Dillingen                                      | 057                                                    | 002.147                                                | 3. Dez. 1895 (Laut DAV erst März 1886) | Dillingen                                              | BY                                                     | | - Kletterhalle |
| Sektion Hildesheim                                     | 119                                                    | 002.144                                                | 11. Mai 1889 | Hildesheim                                             | NI                                                     | - Hildesheimer Hütte - Malepartushütte | - DAV Kletterzentrum Hildesheim „hiclimb“ |
| Sektion Weimar                                         | 335                                                    | 002.121                                                | 19. Okt. 1990 | Weimar                                                 | TH                                                     | - Neue Thüringer Hütte | - DAV Kletterzentrum Weimar Energiewände |
| Sektion Greiz                                          | 101                                                    | 002.111                                                | 29. Dez. 1881 (in Greiz, 1882 DAV Beitritt) | Marktredwitz                                           | BY                                                     | - Greizer Erzgebirgshütte - Greizer Hütte | - DAV Kletteranlage Marktredwitz - DAV Kletteranlage Selb |
| Sektion Kaufering                                      | 356                                                    | 002.102                                                | 1996 4 | Kaufering                                              | BY                                                     | - Hüttenpatenschaft für die Gufferthütte der Sektion Mühldorf | - Kletteranlage „Kletterei“ (Kooperationsvertrag) |
| Sektion Selb                                           | 242                                                    | 002.097                                                | 1924 4 | Selb                                                   | BY                                                     | - Selber Haus | - DAV Kletteranlage Selb |
| Sektion Lauf                                           | 148                                                    | 002.094                                                | 1950 4 | Lauf                                                   | BY                                                     | - Laufer Hütte | - Kletterwand |
| Sektion Garching                                       | 307                                                    | 002.088                                                | 1985 4 | Garching                                               | BY                                                     | | - DAV Kletterhalle Garching |
| Sektion Speyer                                         | 249                                                    | 002.082                                                | 1899 4 | Speyer                                                 | RP                                                     | - Hüttenpatenschaft mit der Barmer Hütte der Sektion Wuppertal | |
| Sektion Nördlingen                                     | 193                                                    | 002.077                                                | 29. Sep. 1894 | Nördlingen                                             | BY                                                     | - Nördlinger Hütte - Nördlinger (Vereinsheim) | - Cowabanga Tennis und Squashcenter |
| Sektion Zorneding                                      | 297                                                    | 002.067                                                | 1978 4 | Zorneding                                              | BY                                                     | | |
| Sektion Zwickau                                        | 327                                                    | 002.054                                                | 17. Mai 1874 (6. Juli 1990 Wiedergründung) | Zwickau                                                | SN                                                     | | |
| Sektion Ludwigshafen                                   | 159                                                    | 002.044                                                | 17. Okt. 1888 (als „Sektion Pfalz“, 1. Januar 1889 DAV Beitritt) | Ludwigshafen                                           | RP                                                     | - Ludwigshafener Hütte | - Kletteranlage |
| Sektion Isny                                           | 127                                                    | 002.034                                                | 1951 4 | Isny                                                   | BW                                                     | | |
| Sektion SSV Ulm 1846                                   | 241                                                    | 002.027                                                | 1911 4 | Ulm                                                    | BW                                                     | - Alpe Birkach - Alpe Hohenschwand - Haus Missen | - Kletterhalle Ulm (Kletterhalle der Sektionen Ulm und „DAV“ SSV Ulm 1846) |
| Sektion Bocholt                                        | 299                                                    | 002.018                                                | 21. Jan. 1980 | Bocholt                                                | NW                                                     | - Vereinsheim Bocholt | - DAV Kletteranlage Bocholt Sporthalle Süd-West |
| Sektion Krumbach                                       | 142                                                    | 002.016                                                | 1949 4 | Krumbach                                               | BY                                                     | | - DAV Kletterzentrum Krumbach |
| Sektion Böblingen                                      | 060                                                    | 001.969                                                | 9. Apr. 1873 (In Dresden) (Ableger der Sektion Dresden) | Böblingen                                              | BW                                                     | | |
| Sektion Bergbund München                               | 030                                                    | 001.966                                                | 2. Sep. 1946 | München                                                | BY                                                     | - Spitzinghütte | - DAV Kletter- und Boulderzentrum München-Süd |
| Sektion Schongau                                       | 150                                                    | 001.932                                                | 1949 4 | Schongau                                               | BY                                                     | | |
| Sektion Weiler                                         | 279                                                    | 001.926                                                | 5. Dez. 1906 | Weiler-Simmerberg                                      | BY                                                     | | |
| Sektion Oy/Allgäu                                      | 312                                                    | 001.919                                                | 1984 4 (Als Ortsgruppe Oy der Sektion Allgäu-Kempten, 19. Juli 1989 Eigenständige Sektion) | Oy-Mittelberg                                          | BY                                                     | | - Kletteranlage |
| Sektion Bergfreunde Saar                               | 033                                                    | 001.913                                                | 1959 4 | Neunkirchen (Saar)                                     | SL                                                     | - Hohwaldhütte | - Kletterhalle Ensdorf |
| Sektion Feucht                                         | 346                                                    | 001.874                                                | 12. Mai 1973 (Als Ortsgruppe der Sektion Nürnberg, 26. Juni 1993 Eigenständige Sektion) | Feucht                                                 | BY                                                     | | - DAV Kletterzentrum Feucht Wilfried-Brunner-Halle |
| Sektion Leitzachtal                                    | 152                                                    | 001.870                                                | 11. Feb. 1950 | Fischbachau                                            | BY                                                     | | - Leitzachtaler Kletterstadl |
| Sektion Pfullendorf                                    | 313                                                    | 001.870                                                | 14. Apr. 1989 | Pfullendorf                                            | BW                                                     | - Haus Don Bosco (Vereinsheim) | - DAV Kletterturm Pfullendorf im Tiefental |
| Sektion Brenztal                                       | 045                                                    | 001.866                                                | 1949 4 | Heidenheim an der Brenz                                | BW                                                     | - Karl-Vorbrugg-Hütte | - Kletterhalle Aalen Reiner-Schwebel-Kletterhalle |
| Sektion Schwabmünchen                                  | 237                                                    | 001.850                                                | 1948 4 | Langerringen                                           | BY                                                     | | - Griffhänger |
| Sektion Krefeld                                        | 141                                                    | 001.845                                                | 27. Apr. 1894 | Krefeld                                                | NW                                                     | - Krefelder Eifelheim - Krefelder Hütte | - Klettern - Freizeit-Treff Krefeld |
| Sektion Sulzbach-Rosenberg                             | 256                                                    | 001.837                                                | 13. März 1912 (31. Mai 1912 DAV Beitritt) | Sulzbach-Rosenberg                                     | BY                                                     | - Angfeldhütte | - Kletterhalle |
| Sektion Markt Schwaben                                 | 375                                                    | 001.829                                                | 1953 4 (Als Ortsgruppe der Sektion Turner-Alpen-Kränzchen, November 2008 Eigenständige Sektion) | Markt Schwaben                                         | BY                                                     | | Kletter- und Boulderzentrum (in-/outdoor) der Sektion Markt Schwaben |
| Sektion Dingolfing                                     | 349                                                    | 001.828                                                | 1994 4 | Dingolfing                                             | BY                                                     | | - DAV Kletterhalle Dingolfing |
| Sektion Lübeck                                         | 160                                                    | 001.824                                                | 2. Juni 1892 | Lübeck                                                 | SH                                                     | - Sammelt für den „Neuaufbau“ der Stettiner Hütte | - Kletterzentrum Lübeck „urban apes“ - LAGA-Turm |
| Sektion Plauen-Vogtland                                | 213                                                    | 001.785                                                | 17. Mai 1874 (in Zwickau) | Plauen                                                 | SN                                                     | - Plauener Hütte - Vogtlandhütte | - Boulderhalle Plauen |
| Sektion Hesselberg                                     | 118                                                    | 001.780                                                | 1960 4 | Bechhofen                                              | BY                                                     | - Hesselberg-Hütte - »Walserhus« in Schröcken | - Kletterturm Bechhofen |
| Sektion Lippe-Detmold                                  | 055                                                    | 001.754                                                | 27. Okt. 1903 | Detmold                                                | NW                                                     | | - Kletterwand |
| Sektion Haar                                           | 368                                                    | 001.750                                                | 1967 4 (Seit 2003 Sektion Haar) | Haar                                                   | BY                                                     | | - DAV Sektion Haar Kletteranlage Haar im Schulzentrum St. Konrad |
| Sektion Hochrhein                                      | 121                                                    | 001.734                                                | 14. Nov. 1928 | Bad Säckingen                                          | BW                                                     | | |
| Sektion Pfarrkirchen                                   | 209                                                    | 001.729                                                | 1923 4 | Pfarrkirchen                                           | BY                                                     | | - DAV Kletteranlage Pfarrkirchen, LaVita - DAV Kletteranlage Eggenfelden - DAV Kletterzentrum Simbach/Inn Biwak2 |
| Sektion Waakirchen                                     | 275                                                    | 001.711                                                | 1947 4 | Waakirchen                                             | BY                                                     | - Sigriz-Alm (Vereinsheim) | |
| Sektion Frankenthal                                    | 078                                                    | 001.686                                                | 16. Dez. 1903 | Frankenthal                                            | RP                                                     | | - Pfalz Rock Landesleistungsstützpunkt Rheinland-Pfalz |
| Sektion Kulmbach                                       | 143                                                    | 001.675                                                | 1894 4 | Kulmbach                                               | BY                                                     | - Hüttenpatenschaft mit der Bayreuther Hütte der Sektion Bayreuth | - DAV Kletteranlage Kulmbach MGF Gymnasium |
| Sektion Bad Waldsee                                    | 308                                                    | 001.670                                                | 23. März 1985 | Bad Waldsee                                            | BW                                                     | | - Kletterwand |
| Sektion Tittmoning                                     | 260                                                    | 001.660                                                | 1967 4 | Tittmoning                                             | BY                                                     | - Gleiwitzer Hütte | - DAV Kletterwand in der Tittmoninger Schulturnhalle |
| Sektion Taufkirchen/Vils                               | 296                                                    | 001.648                                                | 1976 4 | Taufkirchen (Vils)                                     | BY                                                     | | - DAV Kletterzentrum Taufkirchen |
| Sektion Freudenstadt                                   | 083                                                    | 001.636                                                | 1968 4 | Freudenstadt                                           | BW                                                     | | - DAV Kletteranlage Freudenstadt |
| Sektion Weißenburg                                     | 282                                                    | 001.614                                                | 21. Jan. 1921 (10. Mai 1921 DAV Beitritt) | Weißenburg                                             | BY                                                     | - Weißenburger Hütte | - Kletterwand |
| Sektion Lahr/Schwarzwald                               | 144                                                    | 001.598                                                | 1906 4 | Lahr/Schwarzwald                                       | BW                                                     | - Lahr/Schwarzwald (Vereinsheim) | - DAV Kletterzentrum Lahr |
| Sektion Nagold                                         | 379                                                    | 001.569                                                | 1. Sep. 2015 (Vorher Ortsgruppe der Sektion Tübingen) | Nagold                                                 | BW                                                     | | - Kletterwand Hohenberger Halle |
| Sektion Brandenburger Tor                              | 339                                                    | 001.533                                                | 1990 4 | Berlin                                                 | BE                                                     | | |
| Sektion Zittau                                         | 333                                                    | 001.515                                                | 28. Feb. 1887 (als Sektion Warnsdorf) | Zittau                                                 | SN                                                     | - Jonsdorfer Hütte - Roland-Gnauck-Hütte | - DAV Kletterzentrum Zittau-Quacke |
| Sektion Kampenwand                                     | 129                                                    | 001.510                                                | 1938 4 (1930 als Bergsportverein Edelweiß) | Dachau                                                 | BY                                                     | - Niederbreitenbacher (Vereinsheim) | - DAV Kletter- und Boulderzentrum München-Süd |
| Sektion Minden                                         | 174                                                    | 001.494                                                | 18. Feb. 1884 | Minden                                                 | NW                                                     | - Mindener Hütte | - Sektionssteinbruch am Jakobsberg - DAV Boulderspeicher |
| Sektion Karlsbad                                       | 130                                                    | 001.491                                                | 16. Feb. 1902 (in Karlsbad) | Tirschenreuth                                          | BY                                                     | - Karlsbader Hütte | - DAV Kletteranlage Tirschenreuth (Sektion Karlsbad) - Burgfelsen Neuhaus |
| Sektion Rothenburg                                     | 227                                                    | 001.482                                                | 18. Feb. 1903 | Rothenburg                                             | BY                                                     | | |
| Sektion Röthenbach                                     | 224                                                    | 001.480                                                | 1950 4 | Röthenbach                                             | BY                                                     | - Röthenbacher Hütte | - DAV Kletterturm Röthenbach |
| Sektion Gleißental                                     | 097                                                    | 001.476                                                | 1956 4 | Oberhaching                                            | BY                                                     | - Vereinshütte am Seekar | |
| Sektion Rottal Neumarkt-St. Veit                       | 228                                                    | 001.462                                                | 4. Aug. 1962 | Neumarkt-Sankt Veit                                    | BY                                                     | | - Kletterraum |
| Sektion Rüsselsheim                                    | 229                                                    | 001.457                                                | 10. Jan. 1953 (16. Mai 1953 DAV Beitritt) | Rüsselsheim                                            | HE                                                     | - Rüsselsheimer Hütte | |
| Sektion Hagen                                          | 108                                                    | 001.426                                                | 26. Juni 1903 | Hagen                                                  | NW                                                     | - Hagener Hütte - Hagener Hütte am Ettelsberg | - Klettern im Ruhrgebiet - Klettern im Sauerland |
| Sektion Weserland                                      | 283                                                    | 001.365                                                | 19. März 1926 | Höxter                                                 | NW                                                     | - Moosberghütte | - DAV Kletterzentrum Ostwestfalen-Lippe |
| Sektion Sigmaringen                                    | 245                                                    | 001.349                                                | 1926 4 | Rohrdorf (Meßkirch)                                    | BW                                                     | | - Kletterwand Liebfrauenschule - Klettern am Steidleturm |
| Sektion Hameln                                         | 111                                                    | 001.334                                                | 1947 4 | Hameln                                                 | NI                                                     | | - Kletterhalle der Sektion in der Sporthalle der Eugen-Reintjes-Schule |
| Sektion AlpinClub Hannover                             | 360                                                    | 001.333                                                | 20. Nov. 1997 (1998 DAV Beitritt) (Ging aus der Sektion Hannover hervor) | Hannover                                               | NI                                                     | | - Kletterstützpunkt Hannover – Leistungssportgruppe - „escaladrome“ |
| Sektion Gelsenkirchen                                  | 092                                                    | 001.317                                                | 1903 4 | Gelsenkirchen                                          | NW                                                     | | - Nordsternpark Gelsenkirchen |
| Sektion Dinkelsbühl                                    | 214                                                    | 001.291                                                | 15. März 1907 (als Sektion Potsdam) | Dinkelsbühl                                            | BY                                                     | - Potsdamer Hütte | - Kletterturm Sinbronn DAV Kletterturm Dinkelsbühl |
| Sektion Mainburg                                       | 164                                                    | 001.282                                                | 1923 4 | Mainburg                                               | BY                                                     | | - DAV Boulderraum Mainburg |
| Sektion Nahegau                                        | 184                                                    | 001.267                                                | 1925 4 | Bad Kreuznach                                          | RP                                                     | - Luise-Rodrian-Haus (Sektionsheim) | - Boulderraum |
| Sektion Roth                                           | 351                                                    | 001.251                                                | 1994 (1952 als Ortsgruppe der Sektion Nürnberg) 4 | Roth                                                   | BY                                                     | | - DAV Kletterwand Roth |
| Sektion Georgensgmünd                                  | 345                                                    | 001.241                                                | 11. Okt. 1978 | Georgensgmünd                                          | BY                                                     | - Neue Fürther Hütte (Zusammenarbeit mit der Sektion Fürth) | - DAV Kletterhalle Schwabach |
| Sektion Bergfreunde Kleverland                         | 373                                                    | 001.228                                                | 2005 4 | Kleve                                                  | NW                                                     | | |
| Sektion Mering                                         | 171                                                    | 001.221                                                | 1900 4 | Mering                                                 | BY                                                     | | - DAV Kletteranlage Mering |
| Sektion Solingen                                       | 300                                                    | 001.221                                                | 1982 4 | Solingen                                               | NW                                                     | | - Kletteranlage Vogelfrei |
| Sektion Wernigerode                                    | 336                                                    | 001.213                                                | 1991 4 | Wernigerode                                            | ST                                                     | - Basislager Brocken | - Kletterwand |
| Sektion Bad Hersfeld                                   | 117                                                    | 001.195                                                | 24. Mai 1950 | Bad Hersfeld                                           | HE                                                     | - Hüttenpatenschaft mit der Sudetendeutschen Hütte der Sektion Schwaben | - Kletterwand |
| Sektion Stützpunkt Inntal                              | 382                                                    | 001.183                                                | 25. März 2015 | Bad Feilnbach                                          | BY                                                     | | - Kletterhalle - Bad Aibling |
| Sektion Bergfreunde Rheydt                             | 032                                                    | 001.178                                                | 1956 4 | Mönchengladbach                                        | NW                                                     | - Richterhütte - Rheydter Hütte | - Kletterkirche Mönchengladbach - Jever Skihalle - The Wall Mönchengladbach Sportpark MG West GmbH |
| Sektion Karpaten                                       | 309                                                    | 001.170                                                | 28. Nov. 1880 (in Hermannstadt als Siebenbürgischer Karpatenverein 1986 Neugründung) | München                                                | BY                                                     | | - DAV Kletter- und Boulderzentrum München-Süd |
| Sektion Flensburg                                      | 075                                                    | 001.151                                                | 2. Okt. 1924 | Flensburg                                              | SH                                                     | | - Damp - Fun und Sport Center |
| Sektion Lüdenscheid                                    | 161                                                    | 001.143                                                | 1924 4 | Lüdenscheid                                            | NW                                                     | - Hütte Tinghausen | |
| Sektion Eggenfelden                                    | 068                                                    | 001.137                                                | 18. Nov. 1921 | Wurmannsquick                                          | BY                                                     | | - DAV Kletteranlage Eggenfelden |
| Sektion Feuchtwangen                                   | 353                                                    | 001.132                                                | 1995 4 | Feuchtwangen                                           | BY                                                     | - Feuchtwanger Hütte | - Kletterturm |
| Sektion Goslar                                         | 100                                                    | 001.098                                                | 22. Dez. 1890 | Goslar                                                 | NI                                                     | | - Kletterwand |
| Sektion Männer-Turnverein München                      | 163                                                    | 001.058                                                | 23. Dez. 1902 (Ableger des MTV München von 1879) | München                                                | BY                                                     | - Birkkarhütte - Blecksteinhaus - Karwendelhaus | - „Boulderblock“ - Boulderwelt München Ost - Boulderwelt München West - DAV Kletter- und Boulderzentrum München-Süd |
| Sektion Celle                                          | 049                                                    | 001.036                                                | 4. Juli 1911 (1. Januar 1912 DAV Beitritt) | Celle                                                  | NI                                                     | - Celler Hütte | - DAV Kletterwand Celle |
| Sektion Mülheim an der Ruhr                            | 180                                                    | 001.034                                                | 17. Dez. 1910 (6. Februar 1911 DAV Beitritt) | Mülheim an der Ruhr                                    | NW                                                     | - Böseckhütte - Mülheimer Eifelhütte | |
| Sektion Eger und Egerland                              | 067                                                    | 001.020                                                | 6. Juni 1894 (In Eger, Sitz seit 1981 in Bubenreuth) | Bubenreuth                                             | BY                                                     | - Haus Egerland - Neue Bubenreuther Hütte | |
| Sektion Mengen-Riedlingen                              | 306                                                    | .000992                                                | 1984 4 | Ertingen                                               | BW                                                     | - DAV Scheune bei Blochingen | |
| Sektion Bergbund Hausham                               | 304                                                    | .000990                                                | 1947 4 (2. März 1983 Ablösung von der Sektion Bergbund München) | Hausham                                                | BY                                                     | | |
| Sektion Alpenkranzl Holzkirchen                        | 010                                                    | .000985                                                | 1953 4 | Holzkirchen                                            | BY                                                     | - Kranzlerhütte | - Boulderraum Holzkirchen „Rock Cave“ |
| Sektion Düren                                          | 061                                                    | .000968                                                | 1899 4 | Düren                                                  | NW                                                     | - Dürener Hütte | - HÖHENfieber Klettern in Rurtal |
| Sektion Thüringer Bergsteigerbund                      | 322                                                    | .000967                                                | 17. Feb. 1990 | Erfurt                                                 | TH                                                     | | |
| Sektion Sonneberg                                      | 248                                                    | .000962                                                | 15. Nov. 1890 | Sonneberg                                              | TH                                                     | - Purtschellerhaus | - DAV Kletteranlage Sonneberg - DAV Kletteranlage Kronach Sektion Kronach/Frankenwald, Kletterturm - „Monte Pinnow“ |
| Sektion Schrobenhausen                                 | 234                                                    | .000950                                                | 10. Dez. 1898 | Schrobenhausen                                         | BY                                                     | - Edelweißhütte (Schrobenhausen) | |
| Sektion Suhl                                           | 321                                                    | .000927                                                | 4. Mai 1990 | Suhl                                                   | TH                                                     | | - DAV Kletterwand Suhl |
| Sektion Hochland                                       | 120                                                    | .000924                                                | 23. Dez. 1902 | München                                                | BY                                                     | - Arnspitzhütte - Hans-Mertl-Hütte auch „Mertelhütte“ - Hochlandhütte - Mühltalalm - Soiernhaus | - Boulderwelt München Ost - Boulderwelt München West - DAV Kletter- und Boulderzentrum München-Süd |
| Sektion Schliersee                                     | 232                                                    | .000922                                                | 20. Feb. 1902 | Schliersee                                             | BY                                                     | - Schlierseer Hütte | |
| Sektion Gunzenhausen                                   | 106                                                    | .000919                                                | 1921 4 | Gunzenhausen                                           | BY                                                     | | - DAV Kletteranlage Gunzenhausen |
| Sektion Inselberg                                      | 341                                                    | .000913                                                | 5. Apr. 1991 (Gründungsmitglied des Landesverband Thüringen des DAV) | Brotterode-Trusetal                                    | TH                                                     | - Am Dicken Berg - Neue Thüringer Hütte | - DAV Kletteranlage Meiningen - DAV Kletterwand Suhl |
| Sektion Gersthofen                                     | 094                                                    | .000913                                                | 1969 4 | Gersthofen                                             | BY                                                     | | - Boulder & Soccercenter Gersthofen |
| Sektion Kronach/ Frankenwald                           | 314                                                    | .000906                                                | 1908 4 | Kronach                                                | BY                                                     | | - DAV Kletteranlage Kronach Sektion Kronach/Frankenwald - Kletterturm |
| Sektion Zweibrücken                                    | 291                                                    | .000900                                                | 18. Apr. 1904 | Zweibrücken                                            | RP                                                     | - Gustl-Groß-Hütte | - „Camp 4“ Kletterzentrum |
| Sektion Abenberg                                       | 315                                                    | .000861                                                | 1990 4 | Abenberg                                               | BY                                                     | | - DAV Kletterhalle Schwabach |
| Sektion Kattowitz                                      | 133                                                    | .000858                                                | 22. Nov. 1909 (In Kattowitz) | Salzgitter                                             | NI                                                     | - Kattowitzer Hütte | |
| Sektion Sinsheim                                       | 362                                                    | .000854                                                | 1887 4 | Sinsheim                                               | BW                                                     | | - Kletteranlagen |
| Sektion Pirmasens                                      | 212                                                    | .000851                                                | 21. Jan. 1897 | Pirmasens                                              | RP                                                     | - Rudolf-Keller-Haus | - „Camp 4“ Kletterzentrum |
| Sektion Gera                                           | 325                                                    | .000843                                                | 19. Sep. 1879 (1990 Wiedergründung) | Gera                                                   | TH                                                     | - Hüttenpatenschaft mit der Geraer Hütte der Sektion Landshut | - Kletterwand |
| Sektion Lechbruck                                      | 376                                                    | .000841                                                | 11. Dez. 1949 (Als Ortsgruppe, 1. Januar 2012 als Sektion Lechbruck) | Lechbruck                                              | BY                                                     | | - DAV Kletterzentrum Allgäu der Sektion Füssen |
| Sektion Bad Saulgau                                    | 231                                                    | .000839                                                | 1923 4 | Bad Saulgau                                            | BW                                                     | | - Kletterwand |
| Sektion Wilhelmshaven                                  | 286                                                    | .000813                                                | 14. Jan. 1907 | Wilhelmshaven                                          | NI                                                     | - Erich-Kürsten-Hütte | |
| Sektion Herrieden                                      | 361                                                    | .000797                                                | 20. Apr. 1968 | Herrieden                                              | BY                                                     | - Bärenlochhütte | |
| Bergfreunde Anhalt Dessau                              | 316                                                    | .000797                                                | 3. Feb. 1895 | Dessau                                                 | ST                                                     | - Dessauer Hütte | - DAV Kletterzentrum Zuckerturm der Bergfreunde Anhalt Dessau e. V. |
| Sektion Mittelfranken                                  | 175                                                    | .000785                                                | 19. März 1902 (4. Juni 1902 DAV Beitritt) | Bräuningshof                                           | BY                                                     | - Leitsberghaus - Mittelfrankenhütte | |
| Sektion Alexander von Humboldt                         | 359                                                    | .000779                                                | 1998 4 | Berlin                                                 | BE                                                     | - Humboldt-Hütte | |
| Sektion Isartal                                        | 126                                                    | .000777                                                | 17. Okt. 1918 | München                                                | BY                                                     | - Loreahütte | - Boulderwelt München Ost - Boulderwelt München West - DAV Kletter- und Boulderzentrum München-Süd |
| Sektion Bergland                                       | 036                                                    | .000765                                                | 10. Apr. 1908 | München                                                | BY                                                     | - August-Schuster-Haus - Brunnenkopfhütte Hütten nur für Mitglieder - Bergländerheim - Michl-Horn-Hütte - Wirtsalm am Geigelstein | - Boulderwelt München Ost - Boulderwelt München West - DAV Kletter- und Boulderzentrum München-Süd |
| Sektion Burgkirchen                                    | 048                                                    | .000747                                                | 1967 4 | Burgkirchen                                            | BY                                                     | | |
| Sektion Frankenland                                    | 077                                                    | .000745                                                | 1904 4 | Nürnberg                                               | BY                                                     | | - DAV Kletterhalle Schwabach |
| Sektion Bad Griesbach im Rottal                        | 102                                                    | .000727                                                | 26. Juni 1906 | Bad Griesbach im Rottal                                | BY                                                     | | |
| Sektion Aulendorf                                      | 020                                                    | .000696                                                | 27. Aug. 1963 | Aulendorf                                              | BW                                                     | - Aulendorfer Hütte | - Kletterwand |
| Sektion Königsberg/Pr.                                 | 139                                                    | .000683                                                | 8. Juli 1890 (in Königsberg) | München                                                | BY                                                     | - Ostpreußenhütte | - DAV Kletter- und Boulderzentrum München-Süd |
| Sektion Neuruppin                                      | 381                                                    | .000676                                                | Aug. 2017 | Neuruppin                                              | BB                                                     | | - Kletterzentrum Neuruppin |
| Akademische Sektion Dresden                            | 343                                                    | .000672                                                | 10. Juni 1901 (5. Dezember 1992 Wiedergründung) | Dresden                                                | SN                                                     | - Hütte in Krippen | |
| Sektion Treuchtlingen                                  | 263                                                    | .000668                                                | 1924 4 | Treuchtlingen                                          | BY                                                     | - Hüttenpatenschaft mit dem August-Schuster-Haus und der Brunnenkopfhütte der Sektion Bergland | - Boulder- und Kletterhalle - Klettersteinbruch in Möhren |
| Sektion Aischtal                                       | 377                                                    | .000628                                                | 2011 4 | Bad Windsheim                                          | BY                                                     | | |
| Akademische Sektion München                            | 006                                                    | .000605                                                | 23. Juli 1910 | München                                                | BY                                                     | - Bernadeinhütte Wettersteingebirge - Otto-Leixl-Hütte Kitzbühler Alpen | - Boulderwelt München Ost - Boulderwelt München West - DAV Kletter- und Boulderzentrum München-Süd |
| Sektion Alpiner Ski-Club München                       | 013                                                    | .000582                                                | 17. Nov. 1902 | München                                                | BY                                                     | - Bärnbadkogel Hütte (Wohl abgerissen) - Brauneck-Gipfelhaus - Rauhalm - Röthensteinalm | - Boulderwelt München Ost - Boulderwelt München West - DAV Kletter- und Boulderzentrum München-Süd |
| Sektion Oberkochen                                     | 197                                                    | .000582                                                | 31. Jan. 1882 (In Jena) (Ableger der Sektion Jena, 1972 Umbenennung in Sektion Oberkochen) | Oberkochen                                             | BW                                                     | - Rastkogelhütte | |
| Sektion Breslau                                        | 046                                                    | .000580                                                | 13. Nov. 1877 (In Breslau) | Stuttgart                                              | BW                                                     | - Breslauer Hütte | - Cannstatter Pfeiler - Café Kraft Stuttgart - Cityrock - Climbmax Kletterwelt - Kletterzentrum Stuttgart - DAV Kletter- und Boulderzentrum Stuttgart „Sektionen Stuttgart und Schwaben“ |
| Sektion Bodenschneid                                   | 041                                                    | .000555                                                | 1889 4 (1955 Fusion, Sektion Alpenklub und Würmgau) | München                                                | BY                                                     | - Bodenschneidhaus | - Boulderwelt München Ost - Boulderwelt München West - DAV Kletter- und Boulderzentrum München-Süd |
| Sektion Lichtenfels                                    | 155                                                    | .000554                                                | Apr. 1883 4 (1890 aufgelöst, Neugründung am 27. August 1906 als Ortsgruppe, seit 1909 Eigenständig) | Lichtenfels                                            | BY                                                     | - DAV Hütte Oberküps | - Kletterraum |
| Klettersportverein Cottbus                             | 371                                                    | .000552                                                | 1900 4 | Cottbus                                                | BB                                                     | | |
| Sektion Frankfurt (Oder)                               | 344                                                    | .000545                                                | 30. Jan. 1885 (4. Februar 1885 Mitglied im DAV) (1992 Neugründung) | Frankfurt (Oder)                                       | BB                                                     | | - DAV Kletterhalle Frankfurt (Oder) |
| Sektion Sedlitzer Bergfreunde                          | 340                                                    | .000534                                                | 21. Mai 1961 (10. September 1990 Mitglied im DAV) | Senftenberg                                            | BB                                                     | - Sektionshütte Obervogelgesang | - Klettern |
| Bergclub Ilmenau                                       | 378                                                    | .000526                                                | 1962 4 | Ilmenau                                                | TH                                                     | | - Kletterwand |
| Sektion Meiningen                                      | 334                                                    | .000519                                                | 13. Nov. 1889 | Meiningen                                              | TH                                                     | - Neue Thüringer Hütte - Rudolf-Baumbach-Hütte | - Kletterturm - St. Veit Climbing Tower in Sülzfeld |
| Sektion Ebersbach                                      | 328                                                    | .000503                                                | 1. Sep. 1990 | Ebersbach                                              | SN                                                     | | |
| Sektion Baar                                           | 022                                                    | .000494                                                | 1908 4 | Villingen-Schwenningen                                 | BW                                                     | - Schwenninger Hütte | - Biwakschachtel „Boulder Bude“ |
| Sektion Witten                                         | 287                                                    | .000475                                                | 1924 4 | Witten                                                 | NW                                                     | - Wittener Hütte | - Kletterwand |
| Sektion Waltershausen-Gotha                            | 337                                                    | .000471                                                | 17. Nov. 1895 (In Gotha als Sektion Gotha) | Waltershausen                                          | TH                                                     | - Waltershäuser Hütte | |
| Mecklenburger Bergsteigerclub                          | 354                                                    | .000464                                                | 1995 4 | Schwerin                                               | MV                                                     | | - Kletteranlage in Schwerin - Sieben-Seen-Sportpark Schwerin |
| Sektion Altenburg                                      | 330                                                    | .000455                                                | 23. Dez. 1907 (27. Juni 1990 Neugründung, seit 7. Oktober 1990 Mitglied im DAV) | Altenburg                                              | TH                                                     | - Hütte Stützerbach | |
| Sektion Pößneck                                        | 319                                                    | .000454                                                | 6. Nov. 1889 (27. September 1902 Neugründung) | Pößneck                                                | TH                                                     | | |
| Sektion Neustadt/Coburg                                | 189                                                    | .000451                                                | 28. Jan. 1948 | Neustadt bei Coburg                                    | BY                                                     | | |
| Sektion Edelweiß München                               | 066                                                    | .000444                                                | 1923 4 | München                                                | BY                                                     | | - DAV Kletter- und Boulderzentrum München-Süd |
| Sektion Wildsteig                                      | 303                                                    | .000430                                                | 16. März 1952 (Als Ortsgruppe Wildsteig, 15. September 1982, seit 17. März 1984 Eigenständige Sektion) | Wildsteig                                              | BY                                                     | | |
| Sektion Alpenland                                      | 011                                                    | .000426                                                | 1923 4 | München                                                | BY                                                     | - Ludwig Plötz Haus | - DAV Kletter- und Boulderzentrum München-Süd |
| Sektion Nordhausen                                     | 342                                                    | .000408                                                | 16. Dez. 1882 (In Erfurt als Sektion Erfurt, 1. Januar 1883 DAV Beitritt, 31. Januar 1991 Wiedergründung) | Nordhausen                                             | TH                                                     | | |
| Sektion AlpinClub Kassel                               | 374                                                    | .000337                                                | Dez. 2007 4 | Kassel                                                 | HE                                                     | | |
| Sektion Südharz/ Sangerhausen                          | 366                                                    | .000392                                                | 1997 4 | Sangerhausen                                           | ST                                                     | | - Kletteratelier Sangerhausen - Kletterfels Wippra Ski und Freizeitsportverein Wippra |
| Sektion Bayerland                                      | 026                                                    | .000348                                                | 27. Dez. 1895 | München                                                | BY                                                     | - Alte Meilerhütte - Meilerhütte - Fritz-Pflaum-Hütte | - DAV Kletter- und Boulderzentrum München-Süd |
| Sektion Hoher Fläming                                  | 372                                                    | .000337                                                | 2004 4 | Wiesenburg                                             | BB                                                     | | - DAV Kletteranlage „Altes Heizwerk“ |
| Sektion Bergfried                                      | 034                                                    | .000321                                                | 1907 4 (Als „Alpenverein Bergfrei“) | Germering                                              | BY                                                     | - Haus Bergfried - Längentalalm | |
| Sektion Achensee                                       | 002                                                    | .000296                                                | 1931 4 | München                                                | BY                                                     | - Seewaldhütte | - DAV Kletter- und Boulderzentrum München-Süd |
| Sektion BSV Leipzig-Mitte                              | 370                                                    | .000282                                                | 1951 4 (30. Oktober 1990 Neugründung, seit 25. Juni 2004 Mitglied im DAV) | Leipzig                                                | SN                                                     | | |
| Sektion Apolda                                         | 357                                                    | .000187                                                | 1901 4 (1997 Wiedergründung) | Apolda                                                 | TH                                                     | - Neue Thüringer Hütte | - DAV Kletterzentrum Weimar Energiewände - rocks Kletterzentrum (Jena) - Plan B Boulderhalle (Jena) - DAV Kletteranlage Imaginata - Trafohalle der Sektion Jena |
| Sektion Guben                                          | 103                                                    | .000126                                                | 12. Dez. 1894 | Guben                                                  | BB                                                     | - Hüttenpatenschaft mit der Schweinfurter Hütte der Sektion Schweinfurt | - Gubener Kletterfelsen - „Reichenbacher Zinne“ |
| Sektion Firnland                                       | 074                                                    | .000090                                                | 1939 4 | München                                                | BY                                                     | | - DAV Kletter- und Boulderzentrum München-Süd |
| Sektion Alpenklub Berggeist                            | 035                                                    | .000073                                                | 4. Jan. 1900 | Wellheim                                               | BY                                                     | | |
| Sektion Alpinistenclub                                 | 380                                                    | .000054                                                | 8. Apr. 2016 | Puchheim                                               | BY                                                     | | |
| Sektion Deutscher Skiclub Nürnberg                     | 056                                                    | .000002                                                | 1938 4 | Nürnberg                                               | BY                                                     | | |
| Sektion Gipfelstürmer 08                               | 096                                                    | .000000                                                | 1. Nov. 1908 | Nürnberg                                               | BY                                                     | | |